# Pieter Paul de Beaufort

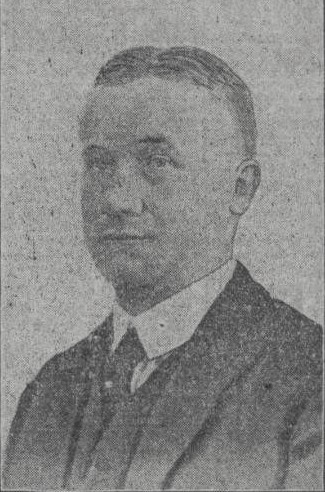
Jhr. P.P. de Beaufort, 1923

Jhr. Pieter Paul de Beaufort (Baarn, 2 december 1886 - Driebergen, 10 maart 1953) was een Nederlandse jonkheer. Als telg uit een bestuurdersgeslacht bekleedde ook hij een dergelijk ambt, in zijn geval dat van burgemeester van een zestal gemeenten in de provincie Utrecht. 
In 1917 vond zijn eerste benoeming tot burgemeester plaats, van de buurgemeenten Abcoude-Baambrugge en Abcoude-Proostdij. Na van 1923 tot 1925 het burgervaderschap van Soest te hebben uitgeoefend (de gemeenteraad kon zijn snelle vertrek niet waarderen), werd hij in 1925 burgemeester van de buurgemeenten Driebergen en Rijsenburg. Na beider samensmelting op 1 mei 1931 verkreeg hij het burgemeestersambt van Driebergen-Rijsenburg. Tot eind 1951 was hij als zodanig in functie, behalve van 7 juni 1943 tot 9 mei 1945 toen er een NSB'er op de post zat. Nauwelijks een jaar na zijn pensionering overleed hij op 66-jarige leeftijd.
De Beaufort was ook nog reserve eerste luitenant bij de cavalerie en dijkgraaf van het Hoogheemraadschap Lekdijk, Benedendams en IJsseldam geweest.

## Familie
Pieter Paul de Beaufort was zoon van burgemeester Binnert Philip de Beaufort en broer van de biografe Henriëtte L.T. de Beaufort. In 1915 trouwde hij met jkvr. Anna Hillegonda Hooft Graafland (1893-1977). Tezamen kregen ze drie kinderen.